# 山形県立保健医療短期大学
山形県立保健医療短期大学（やまがたけんりつほけんいりょうたんきだいがく、英語: Yamagata School of Health Science）は、山形県山形市上柳260に本部を置いていた日本の公立大学である。1997年に設置され、2004年に廃止された。大学の略称は医短。

## 概要

### 大学全体
- 山形県山形市に所在した日本の公立短期大学で、設置主体は山形県[2]。
- 3学科で入学総定員120名体制[1]で1997年に開学。1999年度の入学生を最後に、2004年に短期大学としての使命を終える。募集停止された年からその翌年までの僅かな期間に専攻科で学生募集が行われた。

### 建学の精神（校訓・理念・学是）
- 山形県立保健医療短期大学の建学の理念は「豊かな人間性と創造性を備えた資質の高い保健医療技術者を育成するとともに、地域に開かれた大学として生涯学習の機会を提供することにより、地域の人々の健康、福祉の向上に寄与すること」となっていた[1]。

### 教育および研究
- 山形県立保健医療短期大学は医療技術者の養成に力をいれていた。

### 学風および特色
- 山形県立保健医療短期大学は東北地方では唯一、公立の医療系短大となっていた。
- 豊かな人間性と創造力を備えた、資質の高い保健医療技術者を育成することを教育目的とされていた[1]。
- 短期大学として初めての卒業生が出た同年に、大学に改組されたため、近年では存続期間が一番短い短期大学となった。

## 沿革
- 1954年 山形県立高等保健看護学院が創設される。
- 1993年
  - 10月 従前の養成所を転換する形で山形県立保健医療短期大学の開学を計画する[3]。
- 1996年
  - 12月19日 左記を以て文部省[注 1]より短期大学の設置が認可される[4]。
- 1997年
  - 4月1日 山形県立保健医療短期大学が以下の学科体制にて開学する。
    - 看護学科 入学定員80
    - 理学療法学科 入学定員20
    - 作業療法学科 入学定員20
- 1999年
  - 4月1日 本年度をもって学生募集が最終となる[注 2]。
- 2000年
  - 4月1日 専攻科[注 3]が設置される[5]。
- 2004年
  - 3月31日 左記を以て正式に廃止される[7]。

## 基礎データ

### 所在地
- 山形県山形市上柳260

### 象徴
- 大学歌は「夢・清く」で来生えつこが作詞・来生たかおが作曲したものとなっていた[1]。

### 年度別学生数

#### 通学課程
- 学生数はその該当年度の5月1日時点でのデータである。

| -        | 看護学科   | 理学療法学科 | 作業療法学科 | 出典     |
| -------- | ---------- | ------------ | ------------ | -------- |
| 入学定員 | 80         | 20           | 20           | -        |
| 総定員   | 240        | 60           | 60           | -        |
| 1997年   | 男28 女498 | 男160 女233  | 男53 女249   | [ 注 4 ] |
| 1998年   | 男7 女146  | 男14 女26    | 男4 女38     | [ 9 ]    |
| 1999年   | 男15 女221 | 男21 女39    | 男7 女55     | [ 10 ]   |

## 教育および研究

### 組織

#### 学科[注 5]
- 看護学科 入学定員80名
- 理学療法学科 入学定員20名
- 作業療法学科 入学定員20名

#### 専攻科[注 6]
- 地域看護学専攻 入学定員20名
- 助産学専攻 入学定員15名

#### 別科
- なし

#### 取得資格について
受験資格
- 看護師：看護学科
- 理学療法士:理学療法学科
- 作業療法士：作業療法学科
- 保健師：専攻科地域看護学専攻
- 助産師：専攻科助産学専攻

#### 附属機関
- 附属図書館

### 研究
- 『ミオシン軽鎖交換による平滑筋収縮機構とカルポニンの生理的意義の解析』[13]

## 学生生活

### 部活動・クラブ活動・サークル活動
- 山形県立保健医療短期大学で活動していたクラブ活動[1]。
  - 体育系：テニス・バレーボールほか
  - 文化系：バンド・手話ほか

### 学園祭
- 山形県立保健医療短期大学の学園祭は概ね、11月に行われていた[1]。

## 施設

### キャンパス
- 設備：当時、校地面積はおよそ60,000m2となっており、校舎棟・厚生棟・講堂・図書館・管理棟・体育館・グランド・テニスコートなどがあった。ちなみに学生食堂は、厚生棟内にあった[2]。

### 寮
- 山形県立保健医療短期大学には学生寮はなく、アパートを利用することになっていた[2]。

## 対外関係

### 系列校
- 山形県立米沢女子短期大学

## 卒業後の進路について

### 就職について
- 全学科とも、ほぼ全員が専門職として各種医療関係に就職しているものとみられる。

### 編入学・進学実績
- 看護学科の卒業生は、山形県立保健医療短期大学専攻科への進学者がいたものとみられる。